# Paweł Chrobok

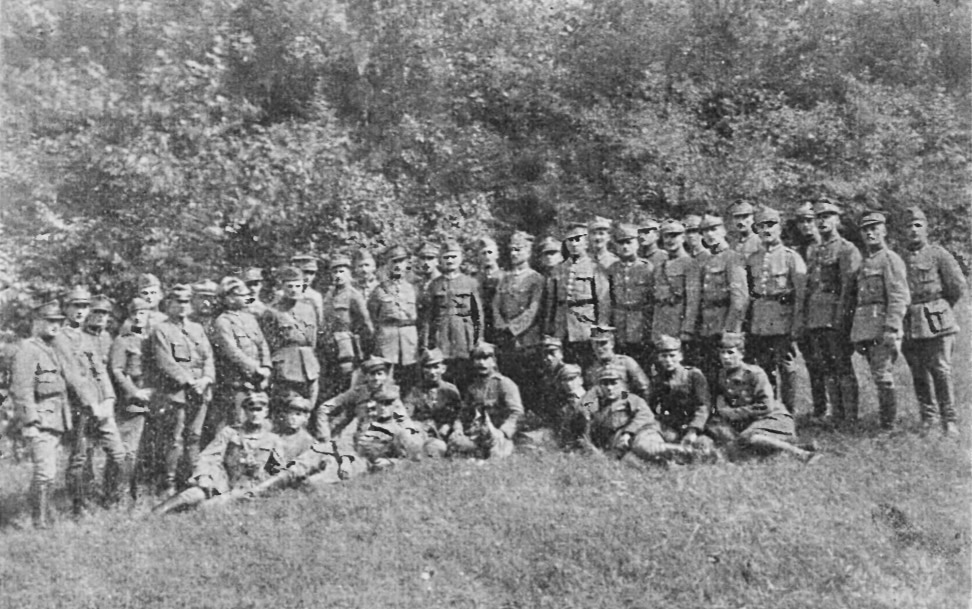
Mjr Paweł Chrobok wśród oficerów 58 pp w Motykałach pod Łomżą; VIII 1920

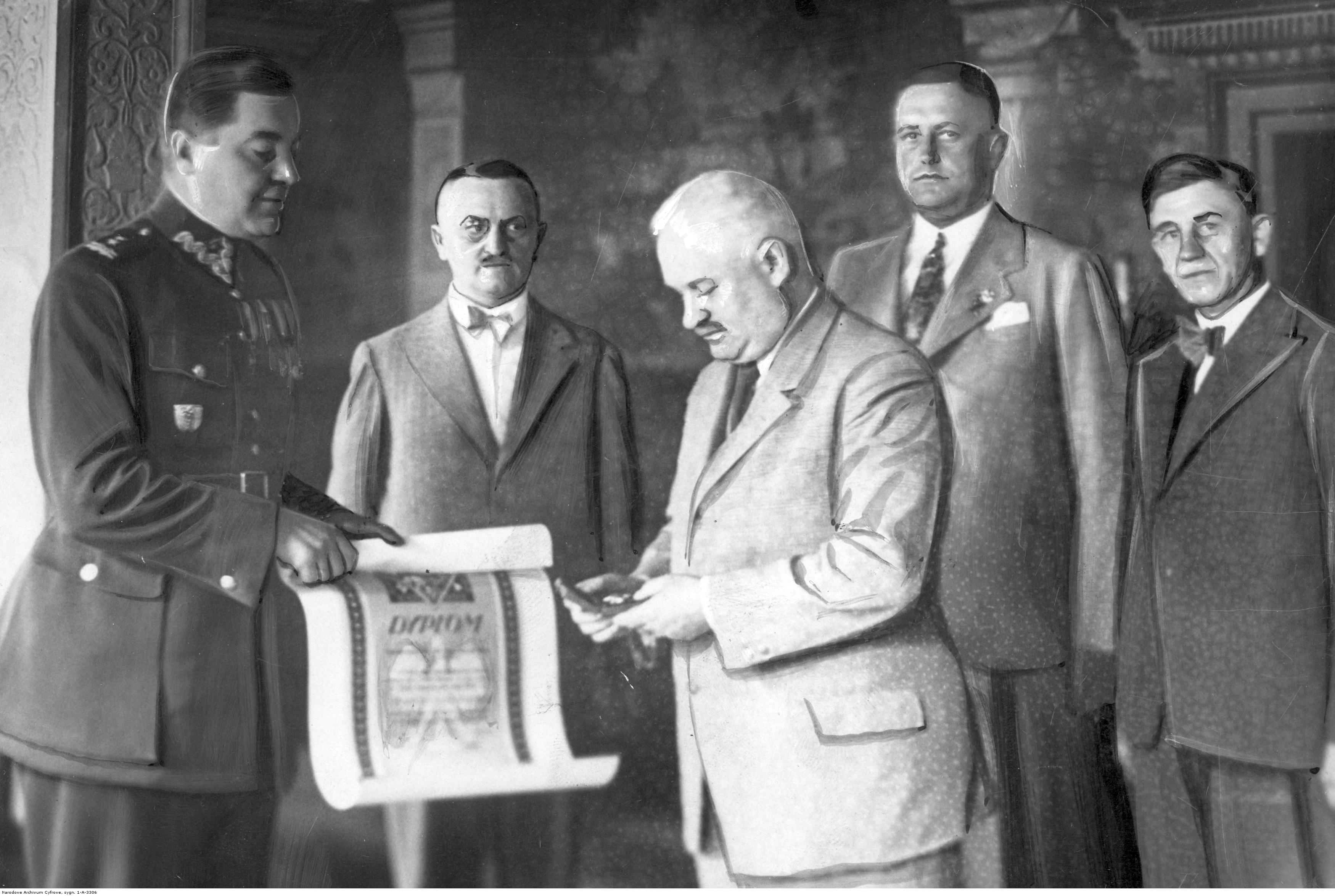
Wręczenie odznaki 58 pp prezydentowi Poznania Cyrylowi Ratajskiemu - ppłk rez. Paweł Chrobok 2. z lewej; czerwiec 1930

Paweł Wincenty Chrobok, pseud. „Kunowski” (ur. 23 stycznia 1873 w Mysłowicach, zm. 17 czerwca 1957) – pułkownik piechoty Wojska Polskiego, działacz narodowy, powstaniec śląski, doktora filozofii, inżynier architekt.

## Życiorys
Urodził się w 23 stycznia 1873 w Mysłowicach na Górnym Śląsku, w rodzinie właściciela cegielni Jana (1833–1905) i Agnieszki z Kunowskich (1827–1925). W 1896 ukończył studia w Wyższej Szkole Technicznej w Darmstadt i uzyskał dyplom inżyniera architekta. W tym samym roku został powołany do służby w armii niemieckiej. Odbywał ją w Twierdzy Koźle, a po ukończeniu pozostał w wojsku jako oficer zawodowy. Obowiązki służbowe łączył ze studiami filozoficznymi na Uniwersytecie w Lipsku. Ukończył je w 1906 otrzymując tytuł doktora filozofii. W 1914, w stopniu kapitana wojsk inżynieryjnych, pełnił służbę w 22 pułku piechoty w Gliwicach. Po wybuchu I wojny światowej został skierowany na front zachodni. Został ranny w bitwie pod Verdun. W 1917, w stopniu majora, został skierowany do służby w Generalnym Gubernatorstwie Warszawskim.
1 listopada 1918 został przyjęty do Wojska Polskiego. Dowodził 58. i 59. pułkiem piechoty w stopniu pułkownika. Wyróżnił się 14 września 1920 dowodząc 58 pp w bitwie pod Żabinem. 30 czerwca 1921 pełniący obowiązki dowódcy 14 Dywizji Piechoty, generał podporucznik Michał Milewski sporządził wniosek na odznaczenie pułkownika Chroboka orderem „Virtuti Militari”.
Pod koniec 1920 r. powrócił na Śląsk, gdzie wstąpił do Centrali Wychowania Fizycznego. Następnie został mianowany szefem Dowództwa Obrony Plebiscytu. Brał udział w III powstaniu śląskim. Z dniem 25 października 1921 został zdemobilizowany i przydzielony w rezerwie do 58 pułku piechoty w Poznaniu. 8 stycznia 1924 został zatwierdzony w stopniu pułkownika ze starszeństwem z 1 czerwca 1919 i 10. lokatą w korpusie oficerów rezerwy piechoty. Później został przeniesiony do pospolitego ruszenia.
Po przyłączeniu części Górnego Śląska do Polski w 1921, prowadził w Katowicach firmę oraz zajmował się majątkiem Lipie pod Lublińcem. W 1934, jako oficer pospolitego ruszenia pozostawał w ewidencji Powiatowej Komendy Uzupełnień Katowice. Posiadał przydział do Oficerskiej Kadry Okręgowej Nr V. Był wówczas „przewidziany do użycia w czasie wojny”.
Po rozpoczęciu II wojny światowej w 1939 znalazł się na emigracji w Wielkiej Brytanii i USA.
Zmarł w Belleville w stanie New Jersey w roku 1957.
Był żonaty z Marią z Sarnowskich (1902–1998), z którą miał syna Bronisława (1933–2025).
25 czerwca 2021 pośmiertnie mianowany został generałem brygady.